# مخلاف يكلى
مخلاف يكلى أحد المخاليف اليمنية القديمة التي كان معمول بها قبل سيطرة العثمانيين على اليمن واحتلال بريطانيا لعدن، يكلى جبل أسود ببلاد عنس من مذحج. من بلاد الحدأ.